# Merulinidae
A Merulinidae a virágállatok (Anthozoa) osztályába és a kőkorallok (Scleractinia) rendjébe tartozó család.
A WoRMS adatai szerint 151 elfogadott faj tartozik ebbe a korallcsaládba.

## Rendszerezés
A családba az alábbi 24 nem tartozik:
- Astrea Lamarck, 1801 - 6 faj
- Australogyra Veron & Pichon, 1982 - 1 faj
- Boninastrea Yabe & Sugiyama, 1935 - 1 faj
- Caulastraea Dana, 1846 - 5 faj
- Coelastrea Verrill, 1866 - 3 faj
- Cyphastrea Milne Edwards & Haime, 1848 - 11 faj
- Dipsastraea Blainville, 1830 - 22 faj
- Echinopora Lamarck, 1816 - 15 faj
- Erythrastrea Pichon, Scheer & Pillai, 1983 - 2 faj
- Favites Link, 1807 - 20 faj
- Goniastrea Milne Edwards & Haime, 1848 - 9 faj
- Hydnophora Fischer von Waldheim, 1807 - 7 faj
- Leptoria Milne Edwards & Haime, 1848 - 2 faj
- Merulina Ehrenberg, 1834 - 5 faj; típusnem
- Mycedium Milne Edwards & Haime, 1851 - 7 faj
- Orbicella Dana, 1846 - 3 faj
- Oulophyllia Milne Edwards & Haime, 1848 - 3 faj
- Paragoniastrea Huang, Benzoni & Budd, 2014 - 3 faj
- Paramontastraea Huang & Budd, 2014 - 3 faj
- Pectinia Blainville, 1825 - 9 faj
- Physophyllia Duncan, 1884 - 1 faj
- Platygyra Ehrenberg, 1834 - 11 faj
- Scapophyllia Milne Edwards & Haime, 1848 - 1 faj
- Trachyphyllia Milne Edwards & Haime, 1849 - 1 faj